# Conrad Fyoll
Conrad Fyoll (auch: Konrad, Fyol, Viol) (* um 1425; † vor dem 31. Oktober 1486) war ein in Frankfurt am Main wirkender deutscher Maler und vielleicht auch Bildschnitzer.

## Leben und Werk
Fyoll war ein Sohn des aus Nürnberg zugewanderten Sebald Fyoll in Frankfurt am Main. Er leistete 1448 den Bürgereid und übernahm nach dem Tode seines Vaters 1463 dessen Werkstatt im Haus Nideck an der Ecke von Fahrgasse und Kannengießergasse. 1463 bis 1467 arbeitete er an der Cyriakuskirche in Rödelheim. Ab 1464 wurde er mehrfach mit Ausbesserungsarbeiten im Römer beauftragt, darunter 1477 die Erneuerung der Quaternionen der Reichsverfassung in der oberen Ratsstube. Dabei assistierten ihm seine Söhne Conrad und Hans Fyoll. 1466 restaurierte Fyoll einen durch Brand beschädigten Flügel des Marienaltars unter dem Sachsenhäuser Brückenturm.
In den 1460er Jahren arbeiteten bei Conrad I. Fyoll die Gesellen Hans von Langendiepach gen. Kussenziech und Hans Caldenbach genannt Hess.
1467 bis 1470 schuf Fyoll für das Kloster Selbold einen Hochaltar. Während dieser Zeit geriet er offenbar tief in Verschuldung. 1469 erwirkte sein Gläubiger die Pfändung und 1470 die Versteigerung des Hauses Nideck; danach verließ Fyoll Frankfurt und wirkte bis 1475 außerhalb der Stadt. 1478 kehrte er wieder zurück und bemalte den Orgelprospekt in der Bartholomäuskirche. Spätere Werke sind möglicherweise seinem ältesten Sohn Conrad zuzuschreiben, beispielsweise die Erneuerung eines St. Christophorus vor der unteren Ratsstube im Römer.
Unter den heute erhaltenen Werken ist ihm keines mehr mit Sicherheit zuzuschreiben, doch sind einige Altarbilder aus Frankfurt und Umgebung mit einem Veilchen (Viole) gekennzeichnet. Hierzu gehören eine Anna selbdritt in der Liebfrauenkirche und der Niedererlenbacher Altar im Hessischen Landesmuseum Darmstadt. Jüngst hat Stefan Kemperdick den ersten beiden Generationen der Malerfamilie Fyoll in Frankfurt, also Sebald und seinem Sohn Conrad, einen schon früher erkannten, stilistisch zusammenhängenden Werkkomplex zugewiesen. Dazu gehört aus der Zeit Conrads die nur in einer Nachzeichnung von 1583 überlieferte Renovierung von Wandbildern im Frankfurter Römer 1477, Fragmente eines Altares im Historischen Museum von Frankfurt (Grablegung, um 1470/80; Fragment einer Heimsuchung, um 1470/80) und vielleicht 15 Tafeln des genannten Langenselbolder Altares (um 1467/1468), die heute als anonyme Werke in Museen in Lyon, Karlsruhe und anderswo erhalten sind.